# Zavdi'el
Zavdi'el (hebrejsky זַבְדִּיאֵל‎, v oficiálním přepisu do angličtiny Zavdi'el) je vesnice typu mošav v Izraeli, v Jižním distriktu, v Oblastní radě Šafir.

## Geografie
Leží v nadmořské výšce 90 metrů v pobřežní nížině, v regionu Šefela. Východně od obce probíhá vádí Nachal Guvrin. Na západní straně je to vádí Nachal Komem.
Obec se nachází 18 kilometrů od břehu Středozemního moře, cca 47 kilometrů jižně od centra Tel Avivu, cca 47 kilometrů jihozápadně od historického jádra Jeruzalému a 8 kilometrů jižně od města Kirjat Mal'achi. Zavdi'el obývají Židé, přičemž osídlení v tomto regionu je etnicky převážně židovské.
Zavdi'el je na dopravní síť napojen pomocí lokální silnice číslo 3533, jež východně od vesnice ústí do dálnice číslo 40.

## Dějiny
Zavdi'el byl založen v roce 1950. Novověké židovské osidlování tohoto regionu začalo po válce za nezávislost tedy po roce 1948, kdy oblast ovládla izraelská armáda. Tehdy také zanikla arabská vesnice Hatta, jež stávala západně od nynější židovské vesnice.
Zakladatelem mošavu byli Židé z Jemenu. Ti původně sídlili v nedaleké opuštěné arabské vesnici Hatta, pak se přemístili do nynější lokality. Místní ekonomika je založena na zemědělství (rostlinná výroba). Probíhá stavební expanze (93 nových bytových jednotek). Zpočátku se osada nazývala Gešeron (גשרון). Nynější název odkazuje na biblickou postavu Zabdíela, zmiňovaného v Knize Nehemjáš 11,14

## Demografie
Podle údajů z roku 2014 tvořili naprostou většinu obyvatel v Zavdi'el Židé (včetně statistické kategorie "ostatní", která zahrnuje nearabské obyvatele židovského původu ale bez formální příslušnosti k židovskému náboženství).
Jde o menší obec vesnického typu s dlouhodobě mírně rostoucí populací. K 31. prosinci 2014 zde žilo 465 lidí. Během roku 2014 populace klesla o 4,3 %.
| Rok            | 1961 | 1972 | 1983 | 1995 | 2001 | 2003 | 2004 | 2005 | 2006 | 2007 | 2008 | 2009 | 2010 | 2011 | 2012 | 2013 | 2014 |
| -------------- | ---- | ---- | ---- | ---- | ---- | ---- | ---- | ---- | ---- | ---- | ---- | ---- | ---- | ---- | ---- | ---- | ---- |
| Počet obyvatel | 396  | 425  | 405  | 386  | 396  | 399  | 414  | 416  | 413  | 428  | 436  | 419  | 422  | 428  | 477  | 486  | 465  |